# Петниста храстова кукумявка
Петнистата храстова кукумявка (Strix virgata) е вид птица от семейство Совови (Strigidae).

## Разпространение и местообитание
Разпространен е в Аржентина, Белиз, Боливия, Бразилия, Венецуела, Гватемала, Гвиана, Еквадор, Колумбия, Коста Рика, Мексико, Никарагуа, Панама, Парагвай, Перу, Салвадор, САЩ, Суринам, Тринидад и Тобаго, Френска Гвиана и Хондурас.